# Longchamp (Côte-d’Or)
Longchamp ist eine französische Gemeinde mit 1.168 Einwohnern (Stand 1. Januar 2022) in der Region Bourgogne-Franche-Comté und im Département Côte-d’Or.

## Geographie
Longchamp liegt mit einer Distanz von 23 km etwa in der Mitte zwischen der burgundischen Hauptstadt Dijon und der Stadt Dole, der Pforte zum Juragebirge. Etwa 14 km südöstlich liegt Auxonne. Der Ort wird vom Flüsschen Arnison, einem rund 18 Kilometer langen Nebenfluss der Tille durchquert. Longchamp ist Teil des Kantons Genlis. Die Nachbargemeinden sind Labergement-Foigney, Premières, Chambeire, Tellecey und Magny-Montarlot. Die Einwohner werden Longchampois genannt.

## Geschichte
Die Geschichte der Gemeinde Longchamp reicht bis in die Zeit der Völkerwanderung zurück. Eine Chronik des 11. Jahrhunderts, die in der Stadtbibliothek von Dijon aufbewahrt wird, datiert die erste Erwähnung unter dem Namen „Longus Campus“ erstmals für das Jahr 538. Dokumente aus dem Jahre 1243 belegen den Namen „Long Champ“, der ab 1680 in „Lonchant“ transformiert wird. Der heutige Name Longchamp wird seit 1783 verwendet. 
Im 13. Jahrhundert gehörte Longchamp noch vollständig den Grafen von Neufchâtel. Um das Jahr 1386 erhalten die Mönche der Chartreuse de Champmol etwa die Hälfte des Grundbesitzes als Ausstattung der Abtei. Diese Teilung wird 1670 beendet und seitdem waren sie die alleinigen Herren des Ortes. In der Folgezeit besitzt die Kartause das Schloss, die Mönche haben die Gerichtsbarkeit und erheben den Zehnt. Dies endet erst 1789, dem Jahr der Französischen Revolution. Der Ort kommt 1801 zum Kanton Genlis. Im 19. Jahrhundert werden viele Anwesen und öffentliche Gebäude renoviert, so auch die Dorfkirche. Die öffentliche Wasserversorgung besteht seit 1946 in Longchamp, Gas ab 1957 und eine Kanalisation seit dem Jahr 1977.

### Bevölkerungsentwicklung
| Jahr                       | 1962 | 1968 | 1975 | 1982 | 1990 | 1999 | 2006 | 2016 | 2019 |
| Einwohner                  | 693  | 729  | 719  | 854  | 1000 | 949  | 1130 | 1182 | 1164 |
| Quellen: Cassini und INSEE |      |      |      |      |      |      |      |      |      |

## Kulturelles Erbe
Sehenswert ist das Schloss der Mönche der Chartreuse aus dem 14. Jahrhundert. Weiterhin verfügt Longchamp über eine alte Kapelle aus dem 18. Jahrhundert und eine neuere Kirche aus dem Jahre 1830, renoviert 1841 und einen Brunnen der als Monument historique eingestuft ist. 

## Wirtschaft und Infrastruktur
Der wirtschaftliche Aufschwung des Dorfes begann mit der Eröffnung der „Poteries de Bourgogne“ im Jahr 1867, die sich im Jahr 1912 zur „Faïencerie de Longchamp“ entwickelten. Die Steingutfabrik zählte in den frühen 1980er Jahren knapp 300 Arbeiter. Nach der Übernahme des Werks durch Villeroy & Boch vor einigen Jahren arbeiten heute dort nur noch 25 Personen. Noch heute erinnert die Berufsfachschule für Keramik Lycée des métiers de la Céramique "Henry Moisand" an die Bedeutung für die Ökonomie des Ortes.

## Städtepartnerschaften
- Mainz-Laubenheim, Deutschland, seit 1966